# James Crossley Cunningham
James Crossley Cunningham, britanski general, * 1893, † 1982.